# Лозьево
Лозьево — село в Бежецком районе Тверской области, входит в состав Лаптихинского сельского поселения. 

## География
Село находится в 4 км на запад от центра поселения деревни Лаптиха и в 17 км на юго-запад от районного центра Бежецка.

## История
В 1803 году в селе была построена каменная Никитская церковь с 3 престолами, метрические книги с 1780 года.
В конце XIX — начале XX века село входило в состав Скорыневской волости Бежецкого уезда Тверской губернии. 
С 1929 года село входило в состав Лаптихинского сельсовета Бежецкого района Бежецкого округа Московской области, с 1935 года — в составе Калининской области, с 2005 года — в составе Лаптихинского сельского поселения.

## Население
| 1859 | 1887 | 2008 | 2010 |
| ---- | ---- | ---- | ---- |
| 199  | ↗262 | ↘15  | ↘14  |

## Достопримечательности
В селе расположена недействующая Церковь Никиты мученика (1803).